# JASMINE EXPRESS
『みんおん JASMINE EXPRESS』は、エフエム北海道（AIR-G'）で放送されている、音楽番組。